# Tetramesa motschulskyi
Tetramesa motschulskyi är en stekelart som beskrevs av T.C. Narendran 1994. Tetramesa motschulskyi ingår i släktet Tetramesa och familjen kragglanssteklar. Inga underarter finns listade i Catalogue of Life.